# Svenja Fölmli
Svenja Fölmli, född den 19 augusti 2002, är en schweizisk fotbollsspelare.

## Karriär
Svenja Fölmli inledde sin seniorkarriär i FC Luzern år 2018. Hon värvades 2021 av SC Freiburg. Hon har även representerat det schweiziska damlandslaget där hon debuterade år 2019.